# ناحیه پانون‌هالما
ناحیهٔ پانون‌هالما (به مجاری:  Pannonhalmai járás) یک ناحیه در مجارستان است که در دیور-موشون-شوپرون واقع شده‌است. ناحیهٔ پانون‌هالما ۳۱۲٫۳۵ کیلومتر مربع مساحت و ۱۵٬۲۲۷ نفر جمعیت دارد.